# Michael Köller

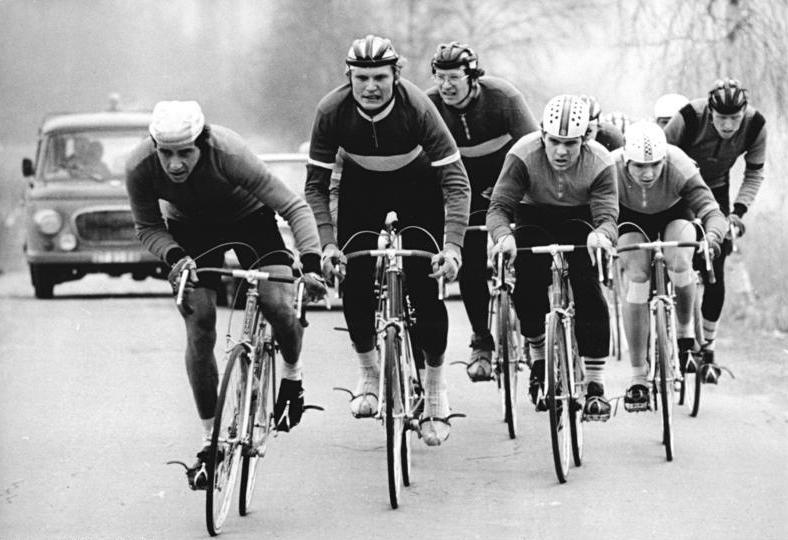
von links nach recht: Volker Winkler, Michael Köller, Karl-Dietrich Diers

Michael Köller (* 15. Januar 1961 in Templin) ist ein ehemaliger deutscher Radrennfahrer und nationaler Meister im Radsport.

## Sportliche Laufbahn
Köller war im Bahnradsport und im Straßenradsport in der DDR aktiv, er startete für den TSC Berlin. Bei den UCI-Bahn-Weltmeisterschaften der Junioren 1978 gewann er Bronze in der Mannschaftsverfolgung. 1979 siegte er in der Winterbahnmeisterschaft der DDR in der Mannschaftsverfolgung mit Peter Grünke, Bernd Herder und Dieter Stein. 
1984 wurde er bei den nationalen Meisterschaften im Bahnradsport im Zweier-Mannschaftsfahren Zweiter mit seinem Partner Frank Kühn. Die Meisterschaft auf der Winterbahn in der Werner-Seelenbinder-Halle in Berlin konnten beide Fahrer für sich entscheiden. Auf dieser Radrennbahn siegte Köller 1983 im Rennen 1001 Runde von Berlin und mit Gerald Mortag als Partner. 
Im Straßenradsport wurde er 1982 Zweiter im Rennen Berlin–Angermünde–Berlin hinter Martin Goetze. 1983 bis 1985 bestritt er für die Nationalmannschaft der DDR einige kleinere Etappenrennen im Ausland. 1984 fuhr er die DDR-Rundfahrt und wurde 53. im Gesamtklassement. 1985 gewann er das Eintagesrennen Rund um das Muldental und wurde 17. der Tour of Hellas.